# Markéta Jeřábková
Markéta Jeřábková (* 8. Februar 1996 in Pilsen) ist eine tschechische Handballspielerin, die beim dänischen Erstligisten Odense Håndbold unter Vertrag steht.

## Karriere
Jeřábková begann das Handballspielen im Alter von sechs Jahren in ihrer Geburtsstadt beim HC Plzeň. Im Jahr 2013 wechselte die damalige Jugendspielerin zum DHK Baník Most, obwohl der Verein keine Jugendmannschaft in ihrer Altersklasse besaß. Erst einen Tag nach ihrem 18. Geburtstag bestritt sie ihr erstes Spiel für DHK Baník Most, jedoch für die 2. Mannschaft. Am 15. Februar 2014 gab sie ihr Debüt in der ersten Mannschaft von DHK Baník Most. Bis zu ihrem Vereinswechsel im Jahr 2018 gewann sie in jeder Spielzeit die tschechische Meisterschaft. Anschließend stand sie beim ungarischen Erstligisten Érd NK unter Vertrag. Im Sommer 2020 wechselte sie zum deutschen Bundesligisten Thüringer HC. Mit 250 Treffern wurde sie in der Saison 2020/21 Torschützenkönigin in der Bundesliga.
Jeřábková stand ab der Saison 2021/22 beim norwegischen Erstligisten Vipers Kristiansand unter Vertrag. Mit den Vipers gewann sie 2022 und 2023 sowohl die norwegische Meisterschaft als auch die EHF Champions League. Beim Final Four der EHF Champions League 2021/22 warf sie insgesamt 19 Tore und wurde zum MVP gekürt. Im Sommer 2023 wechselte sie zum dänischen Erstligisten Ikast Håndbold. Seit dem Januar 2025 pausiert sie aufgrund ihrer Schwangerschaft. Im März 2025 wurde bekannt, dass sie ihr ungeborenes Kind während der Schwangerschaft verloren hatte. Seit dem Sommer 2025 steht sie beim Ligakonkurrenten Odense Håndbold unter Vertrag.
Jeřábková spielte anfangs für die tschechische Jugend- und Juniorinnennationalmannschaft. Am 11. September 2014 gab sie ihr Debüt für die tschechische A-Nationalmannschaft. Jeřábková nahm mit Tschechien an der Weltmeisterschaft 2015, an der Europameisterschaft 2016, an der Weltmeisterschaft 2017, an der Europameisterschaft 2018 sowie an der Weltmeisterschaft 2019 teil. Bei der Weltmeisterschaft 2023 belegte sie mit Tschechien den 8. Platz.

## Sonstiges
Ihr Vater Jaroslav Jeřábek spielte Fußball bei Bohemians Prag 1905. Ihr Bruder Jakub Jeřábek hingegen spielt professionell Eishockey.